# 機動戦士ガンダム ハイブリッド4コマ大戦線
『機動戦士ガンダム ハイブリッド4コマ大戦線』は、角川書店の雑誌「ガンダムエース」で連載されていたアニメ「ガンダムシリーズ」をパロディ化した4コマ漫画。谷和也著。通称「ハイブリ4コマ」。派生作品である「機動戦士ガンダムUC ハイブリッド4コマ大戦線」も本項にて記述する。

## 作品概要
角川書店の雑誌「ガンダムエース」で2007年8月号から不定期に掲載されていたが、2010年1月号で正式連載となり、2013年6月号まで連載された。
2010年1月26日に単行本1巻、2011年2月26日に単行本2巻が発売され、緊急重版になるほどの人気を得た。また、2011年1月26日に発売された4コマアンソロジー集『機動戦士ガンダム 4コマ最前線』でも本作の一部の作品が収録されている。

## 主な登場人物
登場キャラクターは、『機動戦士ガンダム』、『機動戦士ガンダム 第08MS小隊』、『機動戦士ガンダム MS IGLOO』、『機動戦士ガンダム MSイグルー2 重力戦線』、『機動戦士ガンダム0080 ポケットの中の戦争』、『機動戦士ガンダム0083 STARDUST MEMORY』、『機動戦士Ζガンダム』、『機動戦士ガンダムΖΖ』、『機動戦士ガンダム 逆襲のシャア』、『機動戦士ガンダムUC』、『機動戦士ガンダムF91』といった宇宙世紀におけるガンダムシリーズに登場する多くの人物（アムロ・レイ、シャア・アズナブル、コウ・ウラキ、アナベル・ガトーなど）である。
また、単行本の書下ろしでは『機動戦士ガンダムUC』の著者福井晴敏がゲスト出演しその後、「UCハイブリ4コマ」でも何度か登場している。

## 連続掲載作品
数ある掲載作品の中で連続掲載されているのが以下の通り。
- ファースト編
  - 「コノリーぶらり一人旅」：コノリーがミハル・ラトキエに合流するまでの経路を描く。
- 08小隊編
  - 「ああっアイナさまっ」：アイナ・サハリンが人気キャラクターランキングの上位維持のやり取りを描く。
- 0080編
  - 「アルのスケッチブック」：アルフレッド・イズルハのスケッチブックに描かれている絵に対するバーナード・ワイズマンのツッコミを描く。
- 0083編
  - 「それいけ!シーマ様」：シーマ・ガラハウが人気キャラクターランキングの上位獲得に向けてのやり取りを描く。
- 逆襲のシャア編
  - 「シャアといっしょ」：クェス・パラヤにどこかしらへ同行を誘うシャア・アズナブルに対するアムロ・レイの一言を描く。

## 機動戦士ガンダムUC ハイブリッド4コマ大戦線
単行本1巻に書き下ろし収録された「機動戦士ガンダムUC編」が2010年6月号から独立して連載された作品。題名が表す通り、「ガンダムUC」の登場人物や世界観をネタにしているが、内容は「ハイブリ4コマ」と同様である。
独立作品ながらも、単行本2 - 4巻に収録されている。

## 機動戦士ガンダム THE ORIGIN シャアとキャスバル(11才)
幼いシャアの元に未来からやってきたシャアとのドタバタ劇

## その他
『08小隊編』にてギニアス・サハリンの台詞でMSのルビが「モビルスール」と誤記されていた（単行本掲載時では修正されている）。
『逆襲のシャア編』ではハロ（三代目）が映写した歴代のハロのデータの中にバルタン星人が2代目ハロとして登載されているネタがある。
また、『0083編』にてチャック・キースが霧が深すぎるという疑問に対し、サウス・バニングが「これは作者の手抜きだ!!」と憤慨、『逆襲のシャア編』にてアムロがシャアに対してペ○サス流星拳を使い、シャアが「トオルちゃんに謝れ」とツッコミを入れ、作者が謝罪するというオチが存在する。

## 書籍情報
角川コミックス・エース
- 機動戦士ガンダム ハイブリッド4コマ大戦線 - 全5巻
  1. 2010年1月26日発行 ISBN 978-4-04-715371-4
  2. 2011年2月26日発行 ISBN 978-4-04-715633-3
  3. 2012年2月25日発行 ISBN 978-4-04-120128-2
  4. 2012年10月26日発行 ISBN 978-4-04-120492-4
  5. 2013年8月26日発行 ISBN 978-4-04-120839-7
- 機動戦士ガンダムUC 4コマ - 全3巻
  1. ももいろNT-D発動編 2014年4月26日発行 ISBN 978-4-04-121094-9
  2. 黒いライオン大暴走編 2014年4月26日発行 ISBN 978-4-04-121095-6
  3. 赤いアイツとドッキング編 2014年5月26日発行 ISBN 978-4-04-121121-2
- 機動戦士ガンダム THE ORIGIN シャアとキャスバル(11才) - 全1巻
  1. 2015年10月26日発行 ISBN 978-4-04-103587-0